# Marcin Baszczyński
Marcin Baszczyński (ur. 7 czerwca 1977 w Rudzie Śląskiej) – polski piłkarz występujący na pozycji obrońcy, sześciokrotny mistrz Polski, reprezentant Polski. Ekspert i komentator kanałów Canal+ Sport w dziedzinie piłki nożnej, głównie Ekstraklasy.

## Kariera klubowa

### Pogoń Nowy Bytom
Baszczyński jest wychowankiem Pogoni Nowy Bytom. Początkowo grał na pozycji pomocnika lub napastnika. W wieku 16 lat strzelił w sparingu bramkę Ruchowi Chorzów, przez co zwrócił na siebie uwagę szkoleniowca Ruchu.

### Ruch Chorzów
1995/1996
W 1995 roku przeniósł się do Ruchu Chorzów. W swoim pierwszym sezonie wywalczył z klubem promocję do I ligi (obecnie Ekstraklasa) oraz zdobył Puchar Polski.
1996/1997
W polskiej ekstraklasie zadebiutował 27 lipca 1996 roku, w spotkaniu Ruchu Chorzów z Górnikiem Zabrze. W meczu tym zagrał do 72. minuty, kiedy przy stanie 0-1 dla Górnika został zmieniony przez napastnika Adam Katolika. Baszczyński był jednym z podstawowych obrońców beniaminka Ekstraklasy, występując w 26 meczach (na 34 kolejki), w tym w 22 pełne 90 minut, został ukarany w sumie 6 żółtymi kartkami.
1997/1998
W meczu pierwszej kolejki sezonu 1997/1998 ze Stomilem, Baszczyński został ukarany czerwoną kartką w 72. minucie meczu przy stanie 1:0 dla gospodarzy. Ostatecznie Ruch przegrał to spotkanie 0:3. W czwartej kolejce w derbach Górnego Śląska Ruch podejmował u siebie GKS Katowice. Baszczyński strzelił w tym meczu samobójczą bramkę, ustalając wynika spotkania na 2:2.
Pierwszy mecz Ruch z Baszczyńskim w składzie wygrał dopiero w 8. kolejce (w 2 kolejce Ruch wygrał z Petro Płock, jednakże Baszczyński pauzował za czerwoną kartkę). 25 października w meczu z Odrą Wodzisław Śląski Baszczyński strzelił swoją pierwszą bramkę dla Ruchu w Ekstraklasie, ustalając w 75. minucie wynik meczu na 1:1. Baszczyński był podstawowym zawodnikiem, grając w każdym meczu do 31 kolejki (oprócz meczu 15 kolejki z Polonią Warszawa, w którym musiał pauzować za kartki), w 30 kolejce z Rakowem Częstochowa wszedł za Rafała Kwiecińskiego. W sumie zagrał w Ekstraklasie 29 meczów, w tym 26 przez pełne 90 minut, w jednym meczu wszedł z ławki rezerwowych. Został ukarany jedną czerwoną i siedmioma żółtymi kartkami. Zdobył jedną bramkę oraz jedną samobójczą.
1998/1999
W kolejnym sezonie Baszczyński również był podstawowym zawodnikiem Ruchu i zagrał w 28 spotkaniach Ekstraklasy(na 30), sześciokrotnie został ukarany żółtymi kartkami. W meczu 13 kolejki z Widzewem nie wykorzystał rzuty karnego.
1999/2000
Sezon 1999/2000 Baszczyński zaczął w podstawowym składzie grając we wszystkich meczach przez pełne 90 minut aż do 19 kolejki. W rundzie jesiennej został ukarany żółtą kartką tylko raz. Dobra gra w rundzie jesiennej oraz w poprzednich sezonach spowodowała zainteresowanie zawodnikiem ze strony Wisły Kraków, ówczesnego Mistrza Polski. Zawodnik został zimą zakupiony przez krakowski klub, do którego miał przejść po sezonie. Baszczyński został również powołany do reprezentacji Polski.
W meczu 22. kolejki z Polonią Warszawa Baszczyński strzelił samobójczego gola. W 25 kolejce w spotkaniu z ŁKS Łódź Baszczyński strzelił gola dla Ruchu, ustalając wynik meczu na 3:0. W spotkaniu następnej kolejki z Górnikiem Zabrze po niesłusznym podyktowaniu rzutu karnego dla Zabrzan, dwaj zawodnicy Ruchu, Baszczyński oraz Mariusz Śrutwa kopnęli sędziego Stanisława Żyjewskiego. Zdzarzenie to zarejestrowały kamery telewizyjne, w efekcie czego piłkarze zostali zawieszeni. Baszczyński początkowo został ukarany 8 miesięczną dyskwalifikacją (karę później skrócono i ostatecznie pauzował trzy miesiące). Incydent ten, spowodował, że kontrakt z Wisłą był zagrożony, jednakże w następnym sezonie Baszczyński reprezentował barwy Mistrza Polski.
Spotkanie z Górnikiem było ostatnim meczem Baszczyńskiego w barwach Ruchu, ostatecznie w sezonie 1999/2000 piłkarz zaliczył 24 występy w Ekstraklasie zdobywając jedną bramkę oraz jedną samobójczą i dwukrotnie został ukarany żółtą kartką.

### Wisła Kraków
2000/2001
W Wiśle Kraków Baszczyński zadebiutował w meczu pierwszej kolejki ligowej z Ruchem Radzionków, za trenera Oresta Lenczyka, który prowadził go wcześniej w Ruchu Chorzów. W meczu 6 kolejki z Odrą Wodzisław Śląski, Baszczyński zdobył swoją pierwszą bramkę dla Wisły w 45 minucie otwierając wynik spotkania (rezultat na 2:0 ustalił w 75 minucie Radosław Kałużny).
28 września Baszczyński strzelił samobójczą bramkę w rewanżowym spotkaniu I rundy pucharu UEFA z Realem Saragossa. Wisła wygrała jednak mecz 4:1, odrabiając straty z pierwszego spotkania i awansowała do następnej rundy po rzutach karnych. Baszczyński zagrał we wszystkich sześciu meczach w Europejskich Pucharach.
Baszczyński sezon zakończył zdobyciem Mistrzostwa Polski oraz Pucharu Ligi z „Białą Gwiazdą”. Był jednym z dwóch piłkarzy, obok Olgierda Moskalewicza, który zagrał we wszystkich meczach ligowych.
2001/2002
Sezon 2001/2002 zaczął meczem o Super Puchar, w którym Wisła pokonała Polonię Warszawa 4:3. Baszczyński został zmieniony w 75 minucie przez Grzegorza Nicińskiego, który w 87 minucie swoim golem ustalił wynik meczu. W drugiej kolejce ligowej Wisła ponownie spotkała się z Polonią, a Baszczyński został zmieniony w tym meczu przez Marka Zająca. W kolejnych trzech meczach ligowych Baszczyński wchodził na boisko z ławki rezerwowych. Powrócił do wyjściowego składu na mecz 10 kolejki.
W rundzie wiosennej, Baszczyński grał już regularnie w pierwszym składzie opuszczając tylko 19 i ostatnią kolejkę za kartki. W meczu z GKSem Katowice Baszczyński strzelił swoją jedyną bramkę w sezonie ustalając wynik meczu na 1:1. W sumie w Ekstraklasie Baszczyński rozegrał 24 mecze z których 17 przez pełne 90 minut, zdobył jedną bramkę, został ukarany 6 razy żółtymi kartkami.
Baszczyński w sezonie 2001/2002 zdobył z Wisłą Puchar Polski, grając we wszystkich meczach tych rozgrywek. Zagrał również w pierwszym meczu finałowym Pucharu Ligi przegranym przez Wisłę 0:3, w którym doznał złamania ręki w 89 minucie po starciu z Moussa Yahayą. Nie wystąpił przez to w meczu rewanżowym, wygranym przez krakowski klub 2:1.
2002/2003
Sezon 2002/2003 był dla Wisły udany, krakowianie zdobyli Mistrzostwo Polski oraz dotarli do IV rundy Pucharu UEFA oraz wygrali Puchar Polski. Baszczyński zaliczył 25 występów w Ekstraklasie, strzelił w nich jedną bramkę czterokrotnie był karany żółtą kartką. W Pucharze Polski zagrał 6 razy strzelając jedną bramkę. Natomiast w Pucharze UEFA zagrał we wszystkich 10 meczach krakowskiej Wisły. Więcej występów we wszystkich rozgrywkach zaliczyli Maciej Żurawski, Kamil Kosowski, Arkadiusz Głowacki i Marcin Kuźba.
2003/2004
W pierwszym meczu sezonu 2003/2004 Baszczyński zdobył swoją pierwszą bramkę w europejskich pucharach, w meczu z cypryjską Omonią, który Wisła wygrała 5:2. W 21 kolejce ligowej Baszczyński zdobył bramkę na 2:0 w meczu z Widzewem Łódź, mecz zakończył się wynikiem 3:1 dla Wisły.
W sezonie 2003/2004 Baszczyński po raz trzeci zwyciężył z Wisła rozgrywki Ekstraklasy. Zagrał w 24 meczach ligowych, zdobył jedną bramkę, sędziowie pokazali mu 5 razy żółtą kartkę. Zagrał we wszystkich meczach Wisły zarówno w Europejskich Pucharach, jak i Pucharze Polski, gdzie również zdobył jedną bramkę i raz został ukarany żółtą kartką.
27 czerwca 2004 roku Baszczyński podpisał nowy kontrakt z Wisłą, który obowiązywał do końca czerwca 2009.
2004/2005

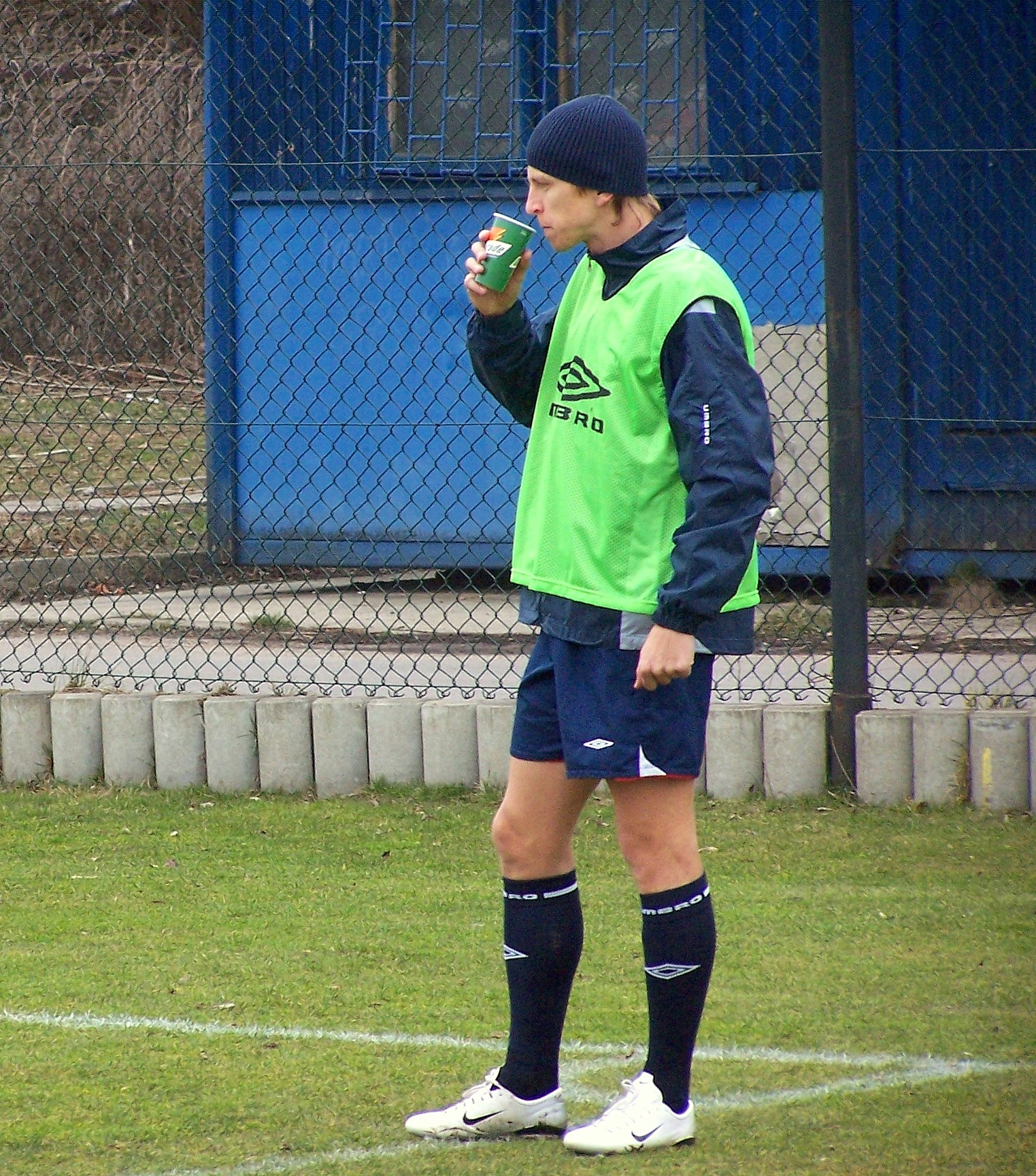
Baszczyński na treningu Wisły

Po odpadnięciu z hiszpańskim Realem Madryt z rozgrywek Ligi Mistrzów, mistrzowie Polski rozpoczęli grę w Pucharze UEFA. W pierwszej rundzie tych rozgrywek krakowianie trafili na gruzińskie Dinamo Tbilisi. Pierwszy mecz w Krakowie został wygrany 4:3. W rewanżu przy stanie 0:0 w 59 minucie Marcin Baszczyński po zagraniu ręku w polu karnym został ukarany czerwoną kartką, natomiast Gruzinom został przyznany rzut karny, który wykorzystał Giorgi Nemsadze. 6 minut później Dinamo zdobyło drugą bramkę. Bramka Tomasza Frankowskiego nie dała wiślakom awansu, gdyż przy równej liczbie bramek liczyły się bramki strzelone na wyjeździe. Jedynym spotkaniem Wisły w rundzie jesiennej, w którym Baszczyński nie zagrał był mecz rozgrywany w ramach fazy grupowej Pucharu Polski ze Szczakowianką Jaworzno.
W rundzie wiosennej Baszczyński wystąpił we wszystkich meczach Wisły oprócz drugiego meczu 1/8 finału Pucharu Polski z Polonią Warszawa, gdyż po pierwszym wygranym 5:0 spotkaniu w Krakowie na rewanż do Warszawy trener desygnował skład rezerwowy. 20 kwietnia Baszczyński strzelił bramkę w meczu ligowym z Górnikiem Łęczna na 1:1 (mecz zakończył się wynikiem 2:2). Drugą bramkę strzelił 25 maja w meczu z Górnikiem Zabrze na 1:0 (mecz zakończył się wynikiem 2:1 dla Wisły). Ze względu za żółte kartki Baszczyński musiał pauzować w 25 kolejce ligowej. Ostatnim meczem w sezonie dla Baszczyńskiego był rewanżowy mecz półfinału Pucharu Polski, w którym został ukarany czerwoną kartką, a Wisła nie wywalczyła awansu.
Baszczyński po raz trzeci z rzędu, a czwarty w karierze wygrał z Wisłą rozgrywki ligowe. W sezonie 2004/2005 zagrał w 25 meczach ligowych (na 26), w których strzelił 2 bramki. 5 razy został ukarany żółtą kartką. W Pucharze Polski Baszczyński wystąpił w 9 spotkaniach, w których został ukarany raz czerwoną kartką. Ponadto wystąpił w 5 meczach Europejskich Pucharów, w których również został ukarany czerwoną kartką.

### PAE Atromitos
Od sezonu 2009/10 Marcin Baszczyński był zawodnikiem greckiego klubu PAE Atromitos. W lidze greckiej zadebiutował 18 października w meczu z Lewadiakosem.

### Polonia Warszawa
Od czerwca 2011 zawodnik Polonii Warszawa.

### Ruch Chorzów
Zadebiutował w meczu z Lechem Poznań w którym przegrał 0:4 i strzelił gola samobójczego na 0:3. 12 maja 2013 w meczu z Lechią Gdańsk doznał zerwania więzadeł kolanowych. Kontuzja ta zmusiła go do zakończenia kariery co ogłosił 6 sierpnia 2013 roku.

## Kariera reprezentacyjna
Baszczyński zadebiutował w reprezentacji Polski 26 stycznia 2000 roku, w meczu z Hiszpanią. Za selekcjonerskiej kadencji Pawła Janasa był jednym z podstawowych piłkarzy reprezentacji. Baszczyński został powołany na Mistrzostwach Świata w Niemczech, gdzie zagrał we wszystkich meczach od pierwszej do ostatniej minuty, podobnie jak bramkarz Artur Boruc i obrońca Jacek Bąk. Po mistrzostwach Baszczyński w reprezentacji Polski już więcej nie zagrał, chociaż był powoływany do kadry przez Leo Beenhakkera. W latach 2000–2006 w kadrze narodowej rozegrał 35 spotkań i strzelił 1 gola, w meczu towarzyskim z Islandią wygranym przez Polskę 3:2, rozegranym 7 października 2005 roku w Warszawie.

## Statystyki

### Klubowe
Stan na 2 lipca 2012
| Klub             | Sezon       | Liga         | Liga  | Liga   | Puchary krajowe | Puchary krajowe | Puchary europejskie | Puchary europejskie | Suma  | Suma   |
| Klub             | Sezon       | Liga         | Mecze | Bramki | Mecze           | Bramki          | Mecze               | Bramki              | Mecze | Bramki |
| ---------------- | ----------- | ------------ | ----- | ------ | --------------- | --------------- | ------------------- | ------------------- | ----- | ------ |
| Ruch Chorzów     | 1995-1996   | I Liga       | 17    | 0      | 4               | 0               | –                   | –                   | 21    | 0      |
| Ruch Chorzów     | 1996-1997   | Ekstraklasa  | 26    | 0      | 2               | 0               | 2                   | 0                   | 30    | 0      |
| Ruch Chorzów     | 1997-1998   | Ekstraklasa  | 29    | 1      | 1               | 0               | –                   | –                   | 30    | 1      |
| Ruch Chorzów     | 1998-1999   | Ekstraklasa  | 28    | 0      | 6               | 0               | 9                   | 0                   | 43    | 0      |
| Ruch Chorzów     | 1999-2000   | Ekstraklasa  | 24    | 1      | 2               | 0               | –                   | –                   | 26    | 1      |
| Ruch Chorzów     | Łącznie     | Łącznie      | 124   | 2      | 15              | 0               | 11                  | 0                   | 150   | 2      |
| Wisła Kraków     | 2000-2001   | Ekstraklasa  | 30    | 1      | 6               | 0               | 6                   | 0                   | 42    | 1      |
| Wisła Kraków     | 2001-2002   | Ekstraklasa  | 24    | 1      | 16              | 0               | 7                   | 0                   | 47    | 1      |
| Wisła Kraków     | 2002-2003   | Ekstraklasa  | 25    | 1      | 6               | 1               | 10                  | 0                   | 41    | 2      |
| Wisła Kraków     | 2003-2004   | Ekstraklasa  | 24    | 1      | 1               | 0               | 8                   | 1                   | 33    | 2      |
| Wisła Kraków     | 2004-2005   | Ekstraklasa  | 25    | 2      | 9               | 0               | 5                   | 0                   | 39    | 2      |
| Wisła Kraków     | 2005-2006   | Ekstraklasa  | 28    | 2      | 4               | 0               | 3                   | 0                   | 35    | 2      |
| Wisła Kraków     | 2006-2007   | Ekstraklasa  | 20    | 0      | 4               | 0               | 5                   | 0                   | 29    | 0      |
| Wisła Kraków     | 2007-2008   | Ekstraklasa  | 27    | 1      | 11              | 0               | –                   | –                   | 38    | 1      |
| Wisła Kraków     | 2008-2009   | Ekstraklasa  | 18    | 1      | 6               | 0               | 6                   | 0                   | 30    | 1      |
| Wisła Kraków     | Łącznie     | Łącznie      | 221   | 10     | 63              | 1               | 50                  | 1                   | 334   | 12     |
| PAE Atromitos    | 2009–2010   | Super League | 20    | 1      | 0               | 0               | –                   | –                   | 20    | 1      |
| PAE Atromitos    | 2010–2011   | Super League | 25    | 0      | 5               | 0               | –                   | –                   | 30    | 0      |
| PAE Atromitos    | Łącznie     | Łącznie      | 45    | 1      | 5               | 0               | –                   | –                   | 50    | 1      |
| Polonia Warszawa | 2011–2012   | Ekstraklasa  | 23    | 0      | 1               | 0               | –                   | –                   | 24    | 0      |
| Polonia Warszawa | 2012–2013   | Ekstraklasa  | 12    | 0      | 1               | 0               | –                   | –                   | 24    | 0      |
| Polonia Warszawa | Łącznie     | Łącznie      | 35    | 0      | 2               | 0               | –                   | –                   | 37    | 0      |
| Ruch Chorzów     |             |              |       |        |                 |                 |                     |                     |       |        |
| 2012–2013        | Ekstraklasa | 9            | 0     | 3      | 0               | –               | –                   | 12                  | 0     |        |
| Łącznie          | Łącznie     | 9            | 0     | 3      | 0               | –               | –                   | 12                  | 0     |        |

### Mecze w reprezentacji
| Występy w reprezentacji Polski | Występy w reprezentacji Polski | Występy w reprezentacji Polski | Występy w reprezentacji Polski | Występy w reprezentacji Polski | Występy w reprezentacji Polski | Występy w reprezentacji Polski | Występy w reprezentacji Polski |
| lp.                            | Data                           | Miejsce                        | Przeciwnik                     | Rezultat                       | Rozgrywki                      | Grał                           | Uwagi                          |
| ------------------------------ | ------------------------------ | ------------------------------ | ------------------------------ | ------------------------------ | ------------------------------ | ------------------------------ | ------------------------------ |
| 1.                             | 26 stycznia 2000               | Kartagena                      | Hiszpania                      | 0-3                            | towarzyski                     | od 86'                         |                                |
| 2.                             | 20 listopada 2002              | Kopenhaga                      | Dania                          | 0-2                            | towarzyski                     | 90'                            |                                |
| 3.                             | 12 lutego 2003                 | Split                          | Chorwacja                      | 0-0                            | towarzyski                     | 90'                            |                                |
| 4.                             | 30 kwietnia 2003               | Bruksela                       | Belgia                         | 1-3                            | towarzyski                     | do 84'                         |                                |
| 5.                             | 6 czerwca 2003                 | Poznań                         | Kazachstan                     | 3-0                            | towarzyski                     | od 46'                         |                                |
| 6.                             | 11 czerwca 2003                | Solna                          | Szwecja                        | 0-3                            | elim. Euro 2004                | do 46'                         |                                |
| 7.                             | 20 sierpnia 2003               | Tallinn                        | Estonia                        | 2-1                            | towarzyski                     | od 46'                         |                                |
| 8.                             | 16 listopada 2003              | Płock                          | Serbia i Czarnogóra            | 4-3                            | towarzyski                     | 90'                            |                                |
| 9.                             | 11 grudnia 2003                | Ta’ Qali                       | Malta                          | 4-0                            | towarzyski                     | do 46'                         |                                |
| 10.                            | 14 grudnia 2003                | Ta’ Qali                       | Litwa                          | 3-1                            | towarzyski                     | od 46'                         |                                |
| 11.                            | 18 lutego 2004                 | San Fernando                   | Słowenia                       | 2-0                            | towarzyski                     | od 56'                         |                                |
| 12.                            | 21 lutego 2004                 | San Fernando                   | Wyspy Owcze                    | 6-0                            | towarzyski                     | 90'                            |                                |
| 13.                            | 31 marca 2004                  | Płock                          | Stany Zjednoczone              | 0-1                            | towarzyski                     | do 46'                         |                                |
| 14.                            | 9 października 2004            | Wiedeń                         | Austria                        | 3-1                            | elim. MŚ 2006                  | 90'                            |                                |
| 15.                            | 13 października 2004           | Cardiff                        | Walia                          | 3-2                            | elim. MŚ 2006                  | 90'                            |                                |
| 16.                            | 17 listopada 2004              | Saint-Denis                    | Francja                        | 0-0                            | towarzyski                     | 90'                            |                                |
| 17.                            | 26 marca 2005                  | Warszawa                       | Azerbejdżan                    | 1-0                            | elim. MŚ 2006                  | 90'                            |                                |
| 18.                            | 30 marca 2005                  | Warszawa                       | Irlandia Północna              | 1-0                            | elim. MŚ 2006                  | 90'                            |                                |
| 19.                            | 28 kwietnia 2005               | Chicago                        | Meksyk                         | 1-1                            | towarzyski                     | 90'                            | Żółta kartka                   |
| 20.                            | 29 maja 2005                   | Szczecin                       | Albania                        | 1-0                            | towarzyski                     | do 86'                         |                                |
| 21.                            | 4 czerwca 2005                 | Baku                           | Azerbejdżan                    | 3-0                            | elim. MŚ 2006                  | 90'                            |                                |
| 22.                            | 15 sierpnia 2005               | Kijów                          | Serbia i Czarnogóra            | 3-2                            | towarzyski                     | 90'                            |                                |
| 23.                            | 3 września 2005                | Chorzów                        | Austria                        | 3-2                            | elim. MŚ 2006                  | 90'                            |                                |
| 24.                            | 7 września 2005                | Warszawa                       | Walia                          | 1-0                            | elim. MŚ 2006                  | 90'                            |                                |
| 25.                            | 7 października 2005            | Warszawa                       | Islandia                       | 3-2                            | towarzyski                     | od 46'                         | Gol                            |
| 26.                            | 12 października 2005           | Manchester                     | Anglia                         | 1-2                            | elim. MŚ 2006                  | 90'                            | Żółta kartka                   |
| 27.                            | 13 listopada 2005              | Barcelona                      | Ekwador                        | 3-0                            | towarzyski                     | 90'                            |                                |
| 28.                            | 1 marca 2006                   | Kaiserslautern                 | Stany Zjednoczone              | 0-1                            | towarzyski                     | 90'                            |                                |
| 29.                            | 28 marca 2006                  | Rijad                          | Arabia Saudyjska               | 2-1                            | towarzyski                     | 90'                            |                                |
| 30.                            | 2 maja 2006                    | Bełchatów                      | Litwa                          | 0-1                            | towarzyski                     | od 59'                         |                                |
| 31.                            | 30 maja 2006                   | Chorzów                        | Kolumbia                       | 1-2                            | towarzyski                     | do 84'                         |                                |
| 32.                            | 3 czerwca 2006                 | Wolfsburg                      | Chorwacja                      | 1-0                            | towarzyski                     | 90'                            |                                |
| 33.                            | 9 czerwca 2006                 | Gelsenkirchen                  | Ekwador                        | 0-2                            | MŚ 2006                        | 90'                            |                                |
| 34.                            | 14 czerwca 2006                | Dortmund                       | Niemcy                         | 0-1                            | MŚ 2006                        | 90'                            |                                |
| 35.                            | 20 czerwca 2006                | Hanower                        | Kostaryka                      | 2-1                            | MŚ 2006                        | 90'                            | Żółta kartka                   |

## Osiągnięcia
- Mistrzostwo Polski (6): 2001, 2003, 2004, 2005, 2008, 2009
- Puchar Polski (3): 1996, 2002, 2003
- Puchar Ligi Polskiej: 2001
- Superpuchar Polski: 2001

## Kariera medialna
Od 2013 jest ekspertem kanałów Canal+ Sport w dziedzinie piłki nożnej, zwłaszcza Ekstraklasy. Występuje tam głównie w programie Liga+ Extra i sporadycznie komentuje mecze piłkarskie.